# Freud húga
Goce Smilevski macedón író nevéhez eddig három regény és számos színdarab fűződik, de az ismertséget számára a 2010-ben Európai Unió Irodalmi Díjjal jutalmazott Freud húga (About Freud’s sister) hozta meg. Regényét azóta több, mint harminc nyelvre lefordították.
Sigmund Freudnak négy lánytestvére volt, a legfiatalabb, Adolfine belső monológja maga a regény. Történetében nem csak saját magáról beszél, hanem családjáról, és az Osztrák–Magyar Monarchiaról is.

## Történet, történetábrázolás
A széles spektrumú sorsábrázolás keretét a könyv szerkezete is nyomatékosítja. Az első fejezet végén, illetve záró fejezetben is a gyilkos gázkamrához vezet a főszereplőnk útja. A könyv költőiségére jellemző, hogy nem tűnik abszurdnak az egyébként realista műben, hogy Adolfine kétszer is elmeséli benne saját halálának a történetét. Tragédiába fulladó életét ismerhetjük meg, egészen fiatal korától kezdve, az anyai utálattól kezdve, a bátyja (Sigmund), és közte lévő szoros kapcsolaton át egészen az önkéntes bevonulásáig az elmegyógyintézetbe. Több szempontból is bátor vállalkozás a regény. Egyrészt keményen és meglehetősen sötéten mesél közvetve a nagy Sigmund Freudról, másrészt pedig az egész, ideálisnak nehezen nevezhető családon keresztül a kor társadalmi, szociális, orvosi és kulturális visszásságairól.
Adolfine Freud volt a család fekete báránya. Anyja a saját kisiklott élete miatt már születésétől fogva oltotta bele a feleslegesség, és hiábavalóság érzését. Teljesen más úton haladt az élete, mint a lánytestvéreié, kívülálló tinédzserkora alatt egyetlen családtagjában bízott csak meg, bátyjában, Sigmundban. A testvérek közötti kapcsolat megtörésével a lány sodródni kezd.

### A cserbenhagyás mint központi téma
A regény többféle megközelítést ad a cserbenhagyásra. Központban a Freud által elkövetett cserbenhagyás áll, mikor a történelmi tényeket makacsul tagadva magukra hagyja testvéreit a nácik által megszállt Ausztriában, míg ő maga „kizárólag a tudós társadalom aggodalmának és könyörgésének” engedve Londonba utazik.(Erről szól tulajdonképpen a regény.) Az utazása előtt listát ír, amin szerepel az orvosa, annak felesége, és a kutyájuk is, de húgainak nem talál helyet. Húgát nem hajlandó „forradalminak” nevezhető terápiával kezelni, s közönyösen szemléli, mikor az önként bevonul a bécsi Fészek Elmegyógyintézetbe.
A cserbenhagyás az édesanyja, és Adolfine kapcsolatában is érezhető/észrevehető. Lánya felé folyamatosan céltalan, maró kritikákat tesz. 
Ez a típusú láncolat a regényben a végtől tart a kezdetig, fordított idősíkban vagyunk, amikor a végzettől, a zuhanyrózsákból áradó kesernyés íztől pereg le visszafelé Adolfine és testvérei története addig, amíg újra visszatérünk a halálhoz.

## Elbeszélési technika, főbb témák, non-fiction elemek
A regényben sok a non-fiction elem: Sigmund Freudon kívül Charles Darwin, Arthur Schopenhauer, Friedrich Hölderlin, Gustav Klimt, Albrecht Dürer, Pindarosz, Vincent van Gogh konkrét tetteikkel, műveikkel is megjelennek (utóbbiak olykor betétként Rónay György, Kálnoky László, Tandori Dezső és mások fordításában), de sohasem dokumentatív funkcióval. 
A konkrét tények irodalommá transzponálásának fényes példája a regényben az a csaknem 80 oldalas fejezet, amely a Fészekben játszódik. Több tucat mini diagnózist olvashatunk, különféle betegségekről, viselkedésekről, és tünetekről, valamint ezeknek a korabeli orvoslásáról. Az író legfőképp a fájdalomról, szenvedélyről, lélekről, vágyról, rajongásról, halálról, képmutatásról, magányról, szeretetről, gyűlöletről, kitaszítottságról mesél.

## Korszakismertető
Ebben a korszakban vérlázítónak tartották, ha egy nő nadrágot viselt, a pszichoanalízist sarlatánságnak minősítették, és a testi szerelemre való vágyakozást, csak annyira tartották eszményinek, mint a szüzességet. A nyugodt, és kiszámítható hétköznapok addig ismétlődtek, míg 1933-ban, Németországban Adolf Hitler pártja hatalomra nem került, illetve amíg 1938-ban, Ausztriában is megkezdődött a zsidóüldözés, a közép-európai emberi társadalomban hatalomra tört az emberben az állati.

## Emberi kapcsolatok a regényben, főbb szereplők
Adolfineon kívül három szereplő válhat az olvasó számára felejthetetlenné. Az édesanyjáé („Tudom, hogy azért gyűlöl, mert szeret engem.”), a tragikus véget érő szerelemben társáé, Raineré („Valaha azt kérdeztem magamtól: ki vagyok én?, és most már tudom, nem vagyok senki.”), és a bátyjáé, Sigmundé („A szépség az egyedüli vigasz ebben a világban.”). Fontos szereplőnek tekinthető továbbá Klara Klimt, a festőművész Gustav Klimt húga, aki Adolfine előtt példaképként állt fel, és a korszakhoz képest a nők jogaiért eszement vakmerőséggel harcolt.

## Magyarul
* Freud húga; ford. Czinege-Panzova Annamária; Libri, Budapest, 2012

## Kapcsolódó oldalak
- http://gocesmilevski.com/ Archiválva 2014. október 6-i dátummal a Wayback Machine-ben
- http://www.thedailybeast.com/articles/2013/01/11/goce-smilevski-s-freud-s-sister.html